# Municipio de York (Kansas)
El municipio de York (en inglés: York Township) es un municipio ubicado en el condado de Stafford en el estado estadounidense de Kansas. En el año 2010 tenía una población de 49 habitantes y una densidad poblacional de 0,53 personas por km².

## Geografía
El municipio de York se encuentra ubicado en las coordenadas 37°52′23″N 98°31′10″O / 37.87306, -98.51944. Según la Oficina del Censo de los Estados Unidos, el municipio tiene una superficie total de 93.29 km², de la cual 92,92 km² corresponden a tierra firme y (0,4 %) 0,37 km² es agua.

## Demografía
Según el censo de 2010, había 49 personas residiendo en el municipio de York. La densidad de población era de 0,53 hab./km². De los 49 habitantes, el municipio de York estaba compuesto por el 95,92 % blancos, el 2,04 % eran amerindios, el 2,04 % eran asiáticos. Del total de la población el 8,16 % eran hispanos o latinos de cualquier raza.